# جان مادوکس
 جان مادوکس (انگلیسی: John Maddox؛ زاده ۲۷ نوامبر ۱۹۲۵ درگذشته ۱۲ آوریل ۲۰۰۹) یک خبرنگار، فیزیک‌دان، و شیمی‌دان اهل بریتانیا بود.